# Західний блок
Західний блок під час Холодної війни відноситься до капіталістичних країн під гегемонією США і НАТО проти Радянського Союзу і Варшавського договору . Останні називалися Східним блоком . Уряди і преса західного блоку були більш схильні називати себе "вільним світом" або "західним світом", тоді як Східний блок часто називали "комуністичним світом або другим світом".

## 1947-1991 асоціації Західного блоку

### Країни НАТО
Узагальнююча ознака країн НАТО - наявність багатостороннього договору зі США про взаємні гарантії безпеки . До 1970-х років Франція вийшла з НАТО .
- Бельгія*
- Канада*
- Данія*
- Франція*
- Німеччина (1955-1990)
- Греція (з 1952)
- Ісландія*
- Італія*
- Люксембург*
- Нідерланди*
- Норвегія*
- Португалія*
- Іспанія (з 1982)
- Туреччина*
- Велика Британія*
- США*

*   засновники

### Five Eyes
- Австралія
- Канада
- Нова Зеландія
- Велика Британія
- США

### АНЗЮС
- Австралія
- Нова Зеландія
- США

### Антирадянські комуністичні чи соціалістичні держави(до1989року)
- Китайська Народна Республіка (з 1961)
- Демократична Кампучія (з 1978
  -  Коаліційний уряд Демократичної Кампучії (з 1982)
- Соціалістична Республіка Румунія (з 1964)
- Соціалістична Федеративна Республіка Югославія (з 1948)

### Договір про вільну асоціацію
- Маршаллові Острови
- Федеративні Штати Мікронезії
- Палау
- США

### Міжамериканський договір взаємної допомоги
- Аргентина
- Багамські Острови (з 1982)
- Болівія (до 2005)
- Бразилія
- Чилі
- Колумбія
- Коста-Рика
- Куба (1902-1959)
- Домініканська Республіка (до 1990)
- Еквадор (до 2012)
- Сальвадор
- Гватемала
- Гондурас
- Мексика
- Нікарагуа приСім'ї Сомосу[en] (до 1979)
- Панама
- Парагвай
- Перу
- Тринідад і Тобаго (з 1967)
- США
- Уругвай
- Венесуела (до 1999, з 2019 при Хуан Гуайдо)

### СЕАТО

Карта членів СЕАТО в 1959 році (показані синім кольором).

- Австралія
- Франція (до 1965)
- Нова Зеландія
- Пакистан (до 1972 року)
- Філіппіни
- Таїланд
- Південний В'єтнам (до 1975)
- Велика Британія
- США

## Асоціації Заходу після 1991 року

### НАТО
- Албанія (з 2009)
- Бельгія*
- Болгарія (з 2004)
- Канада*
- Хорватія (з 2009)
- Чехія (з 1999)
- Данія*
- Естонія (з 2004)
- Фінляндія (з 2023)
- Франція*
- Німеччина*
- Греція*
- Угорщина (з 1999)
- Ісландія*
- Італія*
- Латвія (з 2004)
- Литва (з 2004)
- Люксембург*
- Чорногорія (з 2017)
- Нідерланди*
- Північна Македонія (з 2017)
- Норвегія*
- Польща (з 1999)
- Португалія*
- Румунія (з 2004)
- Словаччина (з 2004)
- Словенія (з 2004)
- Іспанія*
- Швеція (з 2024)
- Туреччина*
- Велика Британія*
- США*

*  були членами НАТО до 1991

### Основні союзники поза НАТО(MNNA)
- Австралія (з 1987)
- Єгипет (з 1987)
- Ізраїль (з 1987)
- Республіка Корея (з 1987)
- Японія (з 1987)
- Йорданія (з 1996)
- Нова Зеландія (з 1997)
- Аргентина (з 1998)
- Бахрейн (з 2002)
- Таїланд (з 2003)
- Тайвань (de facto) (з 2003)
- Філіппіни (з 2003)
- Кувейт (з 2004)
- Марокко (з 2004)
- Пакистан (з 2004)
- Ісламська Республіка Афганістан (2012-2021)
- Туніс (з 2015)
- Бразилія (з 2019)
- Катар (з 2022)
- Колумбія (з 2022)
- Кенія (з 2024)

### Близькосхідні партнери
- Бахрейн
- Єгипет
- Ірак (до 2004)
- Ізраїль
- Йорданія
- Кувейт
- Марокко
- Катар
- Саудівська Аравія
- Судан (1971—1985, 2019—2021 гг.)
- Туніс
- Об'єднані Арабські Емірати

### Партнери з Азії, Південно-Східної Азії та Океанії
- Японія
- Південна Корея
- Тайвань
- Таїланд
- Нова Зеландія
- Філіппіни
- Австралія
- Індія
- Пакистан
- Індонезія
- Монголія
- Малайзія
- Бруней
- Бутан
- Сінгапур
- В'єтнам

### Міжамериканські партнери
- Аргентина
- Бразилія
- Чилі
- Колумбія
- Коста-Рика
- Домініканська Республіка
- Еквадор
- Сальвадор
- Гватемала
- Гондурас
- Мексика
- Панама
- Парагвай
- Перу
- Уругвай

### Чотиристоронній діалог з питань безпеки
- США
- Індія
- Австралія
- Японія

### Інші
- Вірменія (з 2023)
- Азербайджан
- Австрія
- Андорра
- Багамські Острови
- Боснія і Герцеговина
- Кіпр
- Грузія
- Ірландія
- Косово
- Ліхтенштейн
- Мальта
- Молдова
- Монако
- Україна (з 2014)
- Сан-Марино
- Швейцарія